# Ozoroa insignis
Ozoroa insignis är en sumakväxtart. Ozoroa insignis ingår i släktet Ozoroa och familjen sumakväxter.

## Underarter
Arten delas in i följande underarter:
- O. i. insignis
- O. i. latifolia
- O. i. reticulata
- O. i. intermedia